# 1310
1310 (MCCCX) fue un año común comenzado en jueves del calendario juliano.

## Acontecimientos
- El Rey de Castilla Fernando IV otorga la Carta Puebla a Garmendia de Iraurgi, actual Azpeitia

## Nacimientos
- Casimiro III de Polonia, rey.
- Gil Álvarez de Albornoz, arzobispo de Toledo.
- Guillaume Tirel, cocinero francés.
- Urbano V, papa.

## Fallecimientos
- Enero - Diego López V de Haro, señor de Vizcaya y bisnieto del rey Alfonso IX de León.